# Przodkowo
Przodkowo (in casciubo Przodkòwò, in tedesco Seefeld) è un comune rurale polacco del distretto di Kartuzy, nel voivodato della Pomerania.
Ricopre una superficie di 85,39 km² e nel 2004 contava 6 786 abitanti.

## Storia
Nel territorio, durante il Basso Medioevo è avvenuto lo stanziamento dei Casciubi.
Sotto l'occupazione nazista, Przodkowo fu uno dei luoghi dell'esecuzione dei Polacchi, portata avanti dai Tedeschi nel 1939 come parte della Intelligenzaktion. Sei anni dopo, il comune sarà attraversato dai prigionieri evacuati dal campo di concentramento di Stutthof durante le " Marce della morte ", tra gennaio e febbraio 1945.

## Geografia fisica
Il territorio è pianeggiante e ricoperto da campi.

## Società
Come nel resto del paese, la maggioranza della popolazione è di etnia Polacca.
L'area è inoltre storicamente abitata dai Casciubi, i quali tuttavia sono minoranza; il casciubo è riconosciuto e tutelato nel comune come lingua della minoranza.